# Ян Єнік
Ян Єнік (чеськ. Jan Jeník; 6 січня 1929 — 13 лютого 2022) — чеський ботанік, професор, доктор гонорис кауза. Сфера наукових інтересів — структура кореневих систем лісових деревних видів рослин.

## Визнання
1994 — Нагорода міністра навколишнього середовища за внесок у охорону навколишнього середовища як справу усього життя.

## Публікації
- JENÍK, Jan Kapitoly ze života v tropech: sborník článků pro časopis Živa. 1. vyd. Praha : [Jan Franta], 2009. — 187 s. ISBN 978-80-254-5131-1.
- Еник Ян Иллюстрированная энциклопедия лесов / Пер. Е. Фиштейн. — 6-е изд. — Прага: Артия, 1986. — 582 с.